# Кубок Боснії і Герцеговини з футболу 2011—2012
Кубок Боснії і Герцеговини з футболу 2011–2012 — 18-й розіграш кубкового футбольного турніру в Боснії і Герцеговині. Володарем кубку вп'яте став Желєзнічар.

## Календар
| Раунд       | Дата                      | Матчі | Клуби   |
| ----------- | ------------------------- | ----- | ------- |
| 1/16 фіналу | 14 вересня 2011           | 16    | 32 → 16 |
| 1/8 фіналу  | 28 вересня/19 жовтня 2011 | 16    | 16 → 8  |
| 1/4 фіналу  | 2/23 листопада 2011       | 8     | 8 → 4   |
| 1/2 фіналу  | 14 березня/4 квітня 2012  | 4     | 4 → 2   |
| Фінал       | 25 квітня/16 травня 2012  | 2     | 2 → 1   |

## 1/16 фіналу
| Команда 1                     | Рахунок | Команда 2            |
| ----------------------------- | ------- | -------------------- |
| 14 вересня 2011               |         |                      |
| Рудар (Прієдор)               | 1:0     | УНІС (2)             |
| Звєзда                        | 2:0     | Слобода (Тузла)      |
| Травнік                       | 2:3     | Вележ                |
| Бранітель (2)                 | 4:1     | Діздаруша (3)        |
| Славія                        | 3:0     | Модрича (2)          |
| Челік                         | 4:0     | Подріньє (Яня) (2)   |
| Іскра (Бугойно) (2)           | 0:1     | Рудар (Какань) (2)   |
| Широкі Брієг                  | 3:0     | Козара               |
| Олімпік (Сараєво)             | 3:0     | Младость (Гацко) (2) |
| Вітез (2)                     | 0:1     | ГОШК                 |
| Країшник (Велика Кладуша) (2) | 6:0     | Младость (Жупча) (3) |
| Слога (Добой) (2)             | 0:1     | Сараєво              |
| Мрамор (3)                    | 1:0     | Радник (2)           |
| Зриньські                     | 3:0     | Сутьєска (Фоча) (2)  |
| Желєзнічар                    | 2:0     | Леотар               |
| Борац                         | 3:1     | Бротньо (3)          |

## 1/8 фіналу
| Команда 1                 | Заг. | Команда 2                     | 1-й матч | 2-й матч |
| ------------------------- | ---- | ----------------------------- | -------- | -------- |
| 28 вересня/19 жовтня 2011 |      |                               |          |          |
| Мрамор (3)                | 2:3  | Країшник (Велика Кладуша) (2) | 1:1      | 1:2      |
| Сараєво                   | 7:5  | Рудар (Прієдор)               | 3:0      | 4:5      |
| ГОШК                      | 1:6  | Челік                         | 1:3      | 0:3      |
| Рудар (Какань) (2)        | 1:3  | Бранітель (2)                 | 0:1      | 1:2      |
| Славія                    | 3:6  | Широкі Брієг                  | 1:2      | 2:4      |
| Зриньські                 | 0:5  | Вележ                         | 0:3      | 0:2      |
| Борац                     | 2:0  | Звєзда                        | 2:0      | 0:0      |
| Желєзнічар                | 4:1  | Олімпік (Сараєво)             | 3:0      | 1:1      |

## 1/4 фіналу
| Команда 1                     | Заг.         | Команда 2     | 1-й матч | 2-й матч |
| ----------------------------- | ------------ | ------------- | -------- | -------- |
| 2/23 листопада 2011           |              |               |          |          |
| Вележ                         | 3:1          | Бранітель (2) | 2:0      | 1:1      |
| Країшник (Велика Кладуша) (2) | 1:1 (ч)      | Широкі Брієг  | 1:1      | 0:0      |
| Сараєво                       | 0:0 пен. 5:6 | Борац         | 0:0      | 0:0 дч   |
| Желєзнічар                    | 2:0          | Челік         | 2:0      | 0:0      |

## 1/2 фіналу
| Команда 1                | Заг. | Команда 2 | 1-й матч | 2-й матч |
| ------------------------ | ---- | --------- | -------- | -------- |
| 14 березня/4 квітня 2012 |      |           |          |          |
| Желєзнічар               | 4:0  | Борац     | 1:0      | 3:0      |
| Широкі Брієг             | 2:0  | Вележ     | 1:0      | 1:0      |

## Фінал
| Команда 1                | Заг. | Команда 2    | 1-й матч | 2-й матч |
| ------------------------ | ---- | ------------ | -------- | -------- |
| 25 квітня/16 травня 2012 |      |              |          |          |
| Желєзнічар               | 1:0  | Широкі Брієг | 1:0      | 0:0      |

### Перший матч
| 25 квітня 2012 19:30 (UTC+2) |

| Желєзнічар | 1:0      | Широкі Брієг |
| ---------- | -------- | ------------ |
| Сврака 33' | Протокол |              |

| Стадіон «Грбавиця», Сараєво Глядачів: 4 000 Арбітр: Владимир Б'єліца |

### Повторний матч
| 16 травня 2012 21:00 (UTC+2) |

| Широкі Брієг | 0:0      | Желєзнічар |
| ------------ | -------- | ---------- |
|              | Протокол |            |

| Стадіон «Пецара», Широкі Брієг Глядачів: 2 000 Арбітр: Радослав Вукасович |